# Viridovix
Viridovix était le dux des Unelles, peuple gaulois qui affronta les légions de César lors de la conquête romaine entre 58 et 51 av. J.-C..

## Famille
César ne dit rien sur ses origines, mais les fonctions qu'il occupe en fait probablement un aristocrate.

## Biographie
Il assura le commandement de l'armée coalisée que sa civitas opposa, avec celles des Lexoviens et des Aulerques Éburovices, au légat Quintus Titurius Sabinus lors de la bataille de Vernix en 56 av. J.-C.

Selon La Guerre des Gaules de César, Viridorix ne sut pas réfréner l'enthousiasme de ses troupes et fut vaincu par un adversaire qui amena les Gaulois à combattre quand et où il les attendait, au pied du castrum romain du mont Castre, alors que ses troupes étaient en mesure de vaincre une armée romaine.
« His praeerat Viridouix ac summam imperii tenebat earum omnium ciuitatum quae defecerant, ex quibus exercitum magnasque copias coegerat [...]. »
« Ceux-ci [les Unelles] avaient à leur tête Viridovix ; il commandait à toutes les cités révoltées, d’où il avait tiré une armée, et fort nombreuse [...]. »
« His rebus adducti non prius Viridouicem reliquosque duces ex concilio dimittunt quam ab his sit concessum arma uti capiant et ad castra contendant. » 

« Sous l’emprise de ces idées, ils ne laissent pas Viridovix et les autres chefs (duces) quitter l’assemblée qu’ils n’aient obtenu d’eux l’ordre de prendre les armes et d’attaquer le camp. »